# 新漢普頓 (新罕布什爾州)
新漢普頓（英語：New Hampton）是一個位於美國新罕布什爾州貝爾納普縣的鎮。

## 人口
根據2020年美國人口普查的數據，新漢普頓的面積為99.40平方千米，當中陸地面積為95.20平方千米，而水域面積為4.20平方千米。當地共有人口2377人，而人口密度為每平方千米24人。